# MAZ-504
Der Lkw MAZ-504 (russisch МАЗ-504) ist eine Sattelzugmaschine des sowjetischen Fahrzeugherstellers Minski Awtomobilny Sawod. Technisch basiert das Fahrzeug auf dem MAZ-500, der Pritschenversion des Lkw. Es gab mit dem MAZ-515 auch eine dreiachsige Version des MAZ-504, die jedoch äußerst selten anzutreffen war.

## Beschreibung

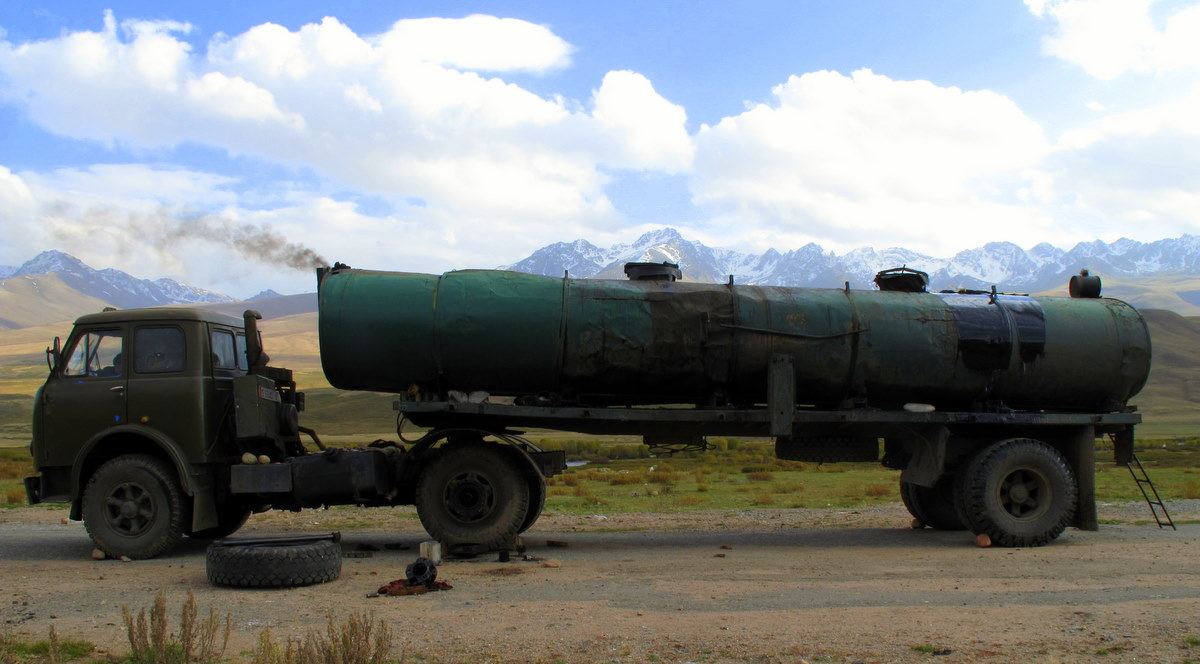
Ein MAZ-504 in Kirgistan, Auflieger zum Transport von Teer (2009)

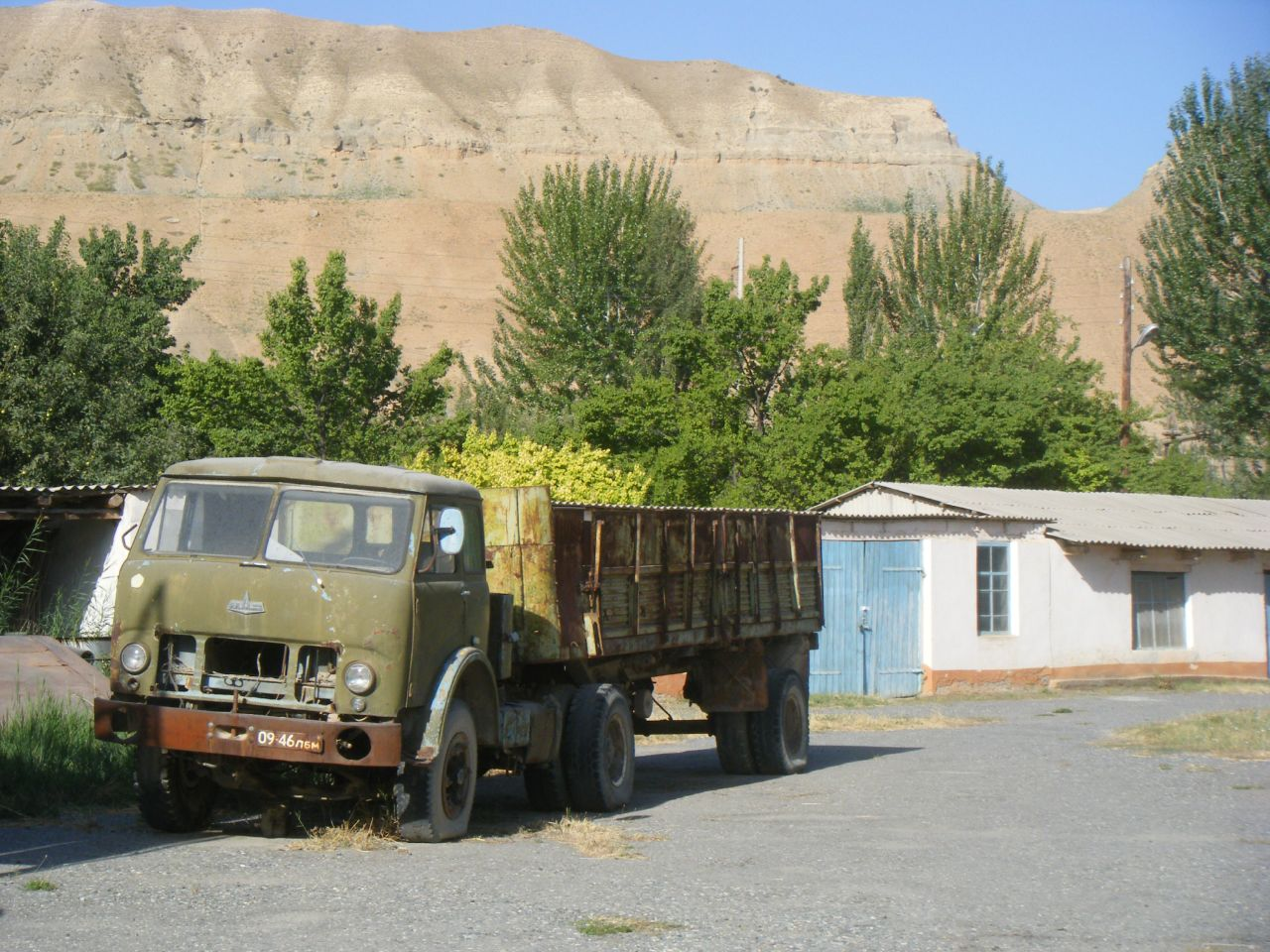
Ein abgestellter MAZ-504 mit Pritschenauflieger in Tadschikistan (2009)

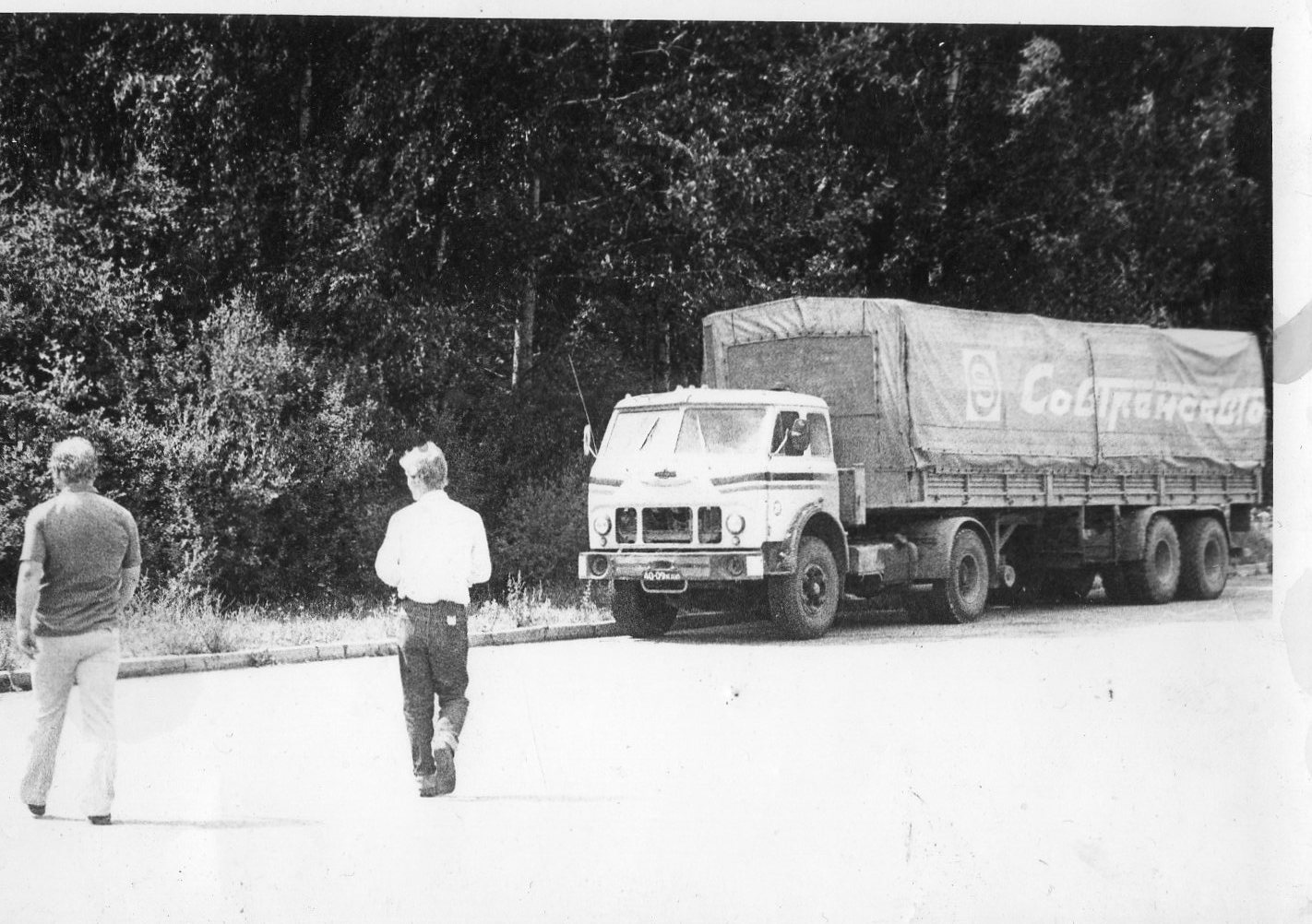
Ein MAZ-504W in Russland zu Beginn der 1980er Jahre

Bereits 1962 wurden bei MAZ Prototypen für eine neue Lastwagenfamilie gefertigt, die den seit fast zwei Jahrzehnten im Programm befindlichen MAZ-200 ersetzen sollten. Durch Lieferschwierigkeiten im Bereich der Motoren wurde eine Serienfertigung jedoch erst 1965 aufgenommen. In diesem Jahr wurde auch für die Sattelzugmaschine MAZ-200W ein Nachfolger eingeführt, der MAZ-504. Er hatte einen JaMZ-236-V6-Dieselmotor mit 180 PS (132 kW) Leistung und 11,15 Liter Hubraum. Verwendet wurden die Lastwagen oft zusammen mit einachsigen Aufliegern wie dem MAZ-5245. Zwar hatten die Lastwagen mit ihren verhältnismäßig starken Motoren und einem geringen Leergewicht gute Leistungseigenschaften, die Vibrationen im Fahrerhaus und auch der Geräuschpegel waren jedoch belastend. Neben dem geänderten Aufbau unterschied sich das Fahrzeug von der Basisversion mit Pritsche durch einen um 650 Millimeter gekürzten Radstand.
Im Zuge einer größeren Überarbeitung der Fahrzeugfamilie entstand der MAZ-504A, der ab 1970 in Serie gebaut wurde. Von diesem Zeitpunkt an gab es auch eine Ausführung für den Fernverkehr mit einem großvolumigen und leistungsstärkeren JaMZ-238-V8-Dieselmotor. Außerdem wurden die Arbeitsbedingungen für den Fahrer verbessert, indem man die Schalldämmung verbesserte und die Vibrationen minderte. Optisch unterschieden sich die Fahrzeuge der neuen Generation von der alten durch einen geänderten Kühlergrill, in dem die senkrechten Streben durch Rechtecke ersetzt sind. Der Radstand der neuen Fahrzeuge wurde um 200 Millimeter verlängert. Ein häufig genutzter Auflieger war der MAZ-5205. 1977 endete die Produktion, Nachfolger wurde der MAZ-5429, der auf dem MAZ-5335 basierte.
Der MAZ-504 wurde in verschiedene Länder exportiert, so auch in die Deutsche Demokratische Republik. Dort wurde er zivil genutzt, wegen Achsproblemen jedoch nicht mit Aufliegern von MAZ.

## Technische Daten
Für die ab 1970 gebaute Version MAZ-504W.
- Motor: V8-Dieselmotor, wassergekühlt
- Motortyp: JaMZ-238
- Bohrung: 130 mm
- Hub: 140 mm
- Hubraum: 14.860 cm³
- Leistung: 240 PS (177 kW)
- Drehmoment: 883 Nm
- Getriebe: Manuell, 5 Vorwärtsgänge und ein Rückwärtsgang
- Höchstgeschwindigkeit: 85 km/h
- Treibstoffvorrat: 2×175 l
- Verbrauch: 40 l/100 km
- Antriebsformel: 4×2

Abmessungen und Gewichte
- Länge: 5750 mm
- Breite: 2600 mm
- Höhe: 2800 mm
- Radstand: 3400 mm
- Bodenfreiheit: 270 mm
- Spurweite vorne: 1950 mm
- Spurweite hinten 1900 mm
- Zulässiges Gesamtgewicht Zugmaschine: 14.500 kg
- Zulässiges Gesamtgewicht Sattelzug: 32.500 kg
- Sattellast: 7700 kg
- Leergewicht: 6650 kg
- Maximales Gesamtgewicht Auflieger: 25.800 kg

## Modellvarianten
- MAZ-504 – Das von 1965 bis 1970 in Serie gebaute Basismodell.
- MAZ-504B – Eine auf dem MAZ-504 basierende Zugmaschine mit Hydraulikanlage für spezielle Sattelauflieger.
- MAZ-504A – Die von 1970 bis 1977 verbesserte Ausführung mit neuem Fahrerhaus und um 200 Millimeter verlängertem Radstand.
- MAZ-504W – Gelegentlich auch als MAZ-504V bezeichnet, eine auf dem MAZ-504A beruhende Version für den internationalen Verkehr mit JaMZ-238-V8-Dieselmotor. Die Zugmaschine war die stärkste Ausgabe des MAZ-504 mit 240 PS.
- MAZ-508W – Eine bereits 1962 mit den ersten Prototypen gemeinsam entwickelte Allradversion des MAZ-504 mit stark verlängertem Radstand. Das Fahrzeug ging jedoch nie in Serienfertigung.
- MAZ-520 – Prototyp auf Basis des MAZ-504 mit zwei lenkbaren Vorderachsen. Insbesondere bei schweren Aufliegern gab es Schwierigkeiten mit den Achslasten des MAZ-504. Deshalb wurde versucht, für schlechte Straßenverhältnisse die Last auf mehrere Achsen zu verteilen. Das Projekt war ein Fehlschlag, da die Hauptlast, wie bei einer Sattelzugmaschine zu erwarten, nach wie vor auf der Hinterachse lag.